# فرودگاه سکردو
فرودگاه سکردو (به انگلیسی: Skardu Airport) یک فرودگاه نظامی و همگانی با کد یاتا KDU است که یک باند فرود آسفالت دارد و طول باند آن ۳۶۴۱ متر است. این فرودگاه در شهر سکردو در رشته کوه‌های قراقروم در کشور پاکستان قرار دارد و در ارتفاع ۲۲۳۰ متری از سطح دریا واقع شده‌است.

## شرکت‌های هواپیمایی و مقصدهای پروازی
| Airlines                    | Destinations |
| --------------------------- | ------------ |
| هواپیمایی بین‌المللی پاکستان | بینظیر بوتو  |
| Serene Air                  | TBA          |